# 労働時間等の設定の改善に関する特別措置法
労働時間等の設定の改善に関する特別措置法（ろうどうじかんとうのせっていのかいぜんにかんするとくべつそちほう、平成4年7月2日法律第90号）は、労働時間等の設定の改善に関する日本の法律である。
法令番号は平成4年法律第90号、1992年（平成4年）7月2日に公布された。
本法の前身は、1992年（平成4年）に成立した「労働時間の短縮の促進に関する臨時措置法」（時短促進法）という2001年（平成13年）3月末までの時限立法である。当初の期限である2001年（平成13年）3月末にさらに5年間延長し、次の期限である2006年（平成18年）3月末に現題名に変更して期限の定めのない法律へと変化させた。

## 構成
- 第一章 総則（第1条-第3条の2）
- 第二章 労働時間等設定改善指針等（第4条-第5条）
- 第三章 労働時間等の設定の改善の実施体制の整備等（第6条-第7条の2）
- 第四章 労働時間等設定改善実施計画（第8条-第14条）
- 附則

## 目的・定義
この法律は、我が国における労働時間等の現状及び動向にかんがみ、労働時間等設定改善指針を策定するとともに、事業主等による労働時間等の設定の改善に向けた自主的な努力を促進するための特別の措置を講ずることにより、労働者がその有する能力を有効に発揮することができるようにし、もって労働者の健康で充実した生活の実現と国民経済の健全な発展に資することを目的とする（第1条）。
- 時短促進法は労働者全体の平均値で年間総実労働時間が2,000時間を超えていたことを背景に、閣議決定で年間総実労働時間を1,800時間にまで減らすことを目標に、完全週休二日制の普及促進などの取り組みをするために制定された。のちに年間総実労働時間を1,800時間にまで減らすことはおおむね達成できた[1]が、それは短時間労働者の比率の上昇によるもので、正社員の年間総実労働時間は臨時措置法制定後も2,000時間を超えている状況であること、また労働時間分布の長短二極分化の進展が見られ全労働者の平均で目標を用いることは時宜に合わなくなってきたことがある。このため、全労働者を平均しての一律の目標を掲げる時短促進法を改正し、労働時間の短縮を含め、労働時間等に関する事項を労働者の健康と生活に配慮するとともに多様な働き方に対応したものへと改善するための自主的取組を促進することを目的としている（平成18年4月1日基発第0401006号）。

この法律において「労働時間等」とは、労働時間、休日及び年次有給休暇その他の休暇をいう。「労働時間等の設定」とは、労働時間、休日数、年次有給休暇を与える時季、深夜業の回数、終業から始業までの時間その他の労働時間等に関する事項を定めることをいう（第1条の2）。

## 国・地方公共団体の責務
国は、労働時間等の設定の改善について、事業主、労働者その他の関係者の自主的な努力を尊重しつつその実情に応じてこれらの者に対し必要な指導、援助等を行うとともに、これらの者その他国民一般の理解を高めるために必要な広報その他の啓発活動を行う等、労働時間等の設定の改善を促進するために必要な施策を総合的かつ効果的に推進するように努めなければならない（第3条1項）。地方公共団体は、1項の国の施策と相まって、広報その他の啓発活動を行う等労働時間等の設定の改善を促進するために必要な施策を推進するように努めなければならない（第3条2項）。
- 労働時間等設定改善は、労使のみならず国及び地方公共団体が一体として取り組むべき課題であるので、国及び地方公共団体の責務を定めたものであること。具体的には、国の責務としては、労働時間等設定改善について広く国民の理解を促進するよう広報活動等を行うこと、労働時間等設定改善の円滑な実施を図るため、労働時間等設定改善指針を定めることをはじめとして法に規定する施策を実施すること等があり、また、地方公共団体の責務としては、国の施策と協力して、労働時間等設定改善について地域における住民の理解の促進及び機運の醸成を図るための広報活動や国に対する必要な情報提供等を行うこと等があること（平成18年4月1日基発第0401006号）。

厚生労働大臣は、第2条に定める事項に関し、事業主及びその団体が適切に対処するために必要な指針（「労働時間等設定改善指針」）を定めるものとする（第4条1項）。厚生労働大臣は、労働時間等設定改善指針を定める場合には、あらかじめ、関係行政機関の長と協議し、及び都道府県知事の意見を求めるとともに、労働政策審議会の意見を聴かなければならない（第4条2項）。現在、「労働時間等設定改善指針」（「労働時間等見直しガイドライン」。平成20年3月24日厚生労働省告示第108号、最終改正平成30年10月30日）が告示されている。
- 指針において「このような労使間の話合いの機会を設けるに当たっては、委員会等の構成員について、労働者の抱える多様な事情が反映されるよう、性別、年齢、家族構成等並びに育児・介護、自発的な職業能力開発等の経験及び知見に配慮することが望ましい。」とされているところ、これは、事業主に対して次のことを期待していること（平成18年4月1日基発第0401006号）。
  1. 事業主は、事業主を代表する者について、労働者の多様な事情を理解した者を選ぶこと。
  2. 労働者を代表する者についても、労働者の多様な事情を理解した者が選ばれることが望ましい旨、事業主は労働者等に助言すること。特に、当該労使間の話合いの機会として労働時間等設定改善委員会を活用するに当たっては、その旨を、労働時間等設定改善委員会の委員の半数を推薦する労働組合又は労働者の過半数を代表する者にも助言すること。この際、労働者を代表する者を選ぶことについての労働者の自主性を阻害しないこと。また、不当労働行為となる労働組合に対する支配又は介入になってはならないこと。
- 指針において「また、時間外・休日労働を行わせた場合には、代休の付与等により総実労働時間の短縮を図ること。」とされているところ、「代休の付与」とは、法定時間外労働については割増賃金を支払った上で代償措置として休日を与えるという趣旨であること（平成18年4月1日基発第0401006号）。

厚生労働大臣は、労働時間等の設定の改善のための事業主の取組の的確かつ円滑な実施のため必要があると認めるときは、関係団体に対し、労働時間等の設定の改善に関する事項について、必要な要請をすることができる（第5条）。
都道府県労働局長は、多様な働き方に対応した労働時間等の改善にとどまらず、休み方の改善の観点から仕事の組み立て方や就労の仕方を見直す等、働き方・休み方の総合的な改善に積極的、効果的に取り組む事業主等の活動を支援することを目的として、働き方・休み方改善コンサルタントを設置する（平成24年3月27日地発0327第10号／基発0327第7号）。コンサルタントは、公募を行った上で次のいずれの要件にも該当する者のうちから、都道府県労働局長が採用するものとする。
1. 社会的信望があり、かつ、働き方・休み方の改善（労働時間、休日、休暇等に関する企業内制度の改善をいう）及び企業経営に関し専門的な知識を有する者であって、相当長期にわたりこれらの知識を要する職務に従事した経験を有するものであること。
2. 都道府県労働局が行う労働時間対策に関し理解を有する者であること。
3. コンサルタントとしての職務を利用して、特定の個人の利益を図り、又はその信用を害するおそれがない者であること。
4. 公選による公職にある者又はその候補者でないこと。
5. 他の職業又は非常勤の国家公務員としての職務に従事している者にあっては、コンサルタントの職務の遂行に支障を生ずるおそれのない者であること。

コンサルタントは、局長の命を受けて、次の各号に掲げる事務を行うものとする（平成28年3月30日地発0330第2号／基発0330第6号）。コンサルタントは非常勤とし、その任期は、原則として毎年4月1日から当該年度末の日までの1年とし、再任命を妨げない。
1. 働き方・休み方の改善をめぐる諸問題についての相談及び指導に関すること。
2. 労働基準監督機関が行う働き方・休み方の改善の業務への協力に関すること。
3. その他都道府県労働局雇用環境・均等部（室）の業務の遂行に必要な事務に関すること。
4. 都道府県労働局の所管行政に係る基本的な労働相談に関すること。

## 事業主等の責務
事業主は、その雇用する労働者の労働時間等の設定の改善を図るため、業務の繁閑に応じた労働者の始業及び終業の時刻の設定、健康及び福祉を確保するために必要な終業から始業までの設定、年次有給休暇を取得しやすい環境の整備その他の必要な措置を講ずるように努めなければならない（第2条1項）。
- 法は、主に事業主の労働時間等の設定の改善に向けての自主的取組を促し、労働時間等設定改善を促進しようとするものであることから、事業主の責務を定めたものであること。具体的には、事業場の労働時間等設定改善を図るため、例えば、フレックスタイム制や変形労働時間制の活用による業務の繁閑に応じた労働者の始業及び終業の時刻の設定、年次有給休暇を取得しやすい環境の整備等の措置を講じるよう努めなければならないこととしたものであること（平成18年4月1日基発第0401006号）。

事業主は、労働時間等の設定に当たっては、その雇用する労働者のうち、その心身の状況及びその労働時間等に関する実情に照らして、健康の保持に努める必要があると認められる労働者に対して、休暇の付与その他の必要な措置を講ずるように努めるほか、その雇用する労働者のうち、その子の養育又は家族の介護を行う労働者、単身赴任者（転任に伴い生計を一にする配偶者との別居を常況とする労働者その他これに類する労働者をいう。）、自ら職業に関する教育訓練を受ける労働者その他の特に配慮を必要とする労働者について、その事情を考慮してこれを行う等その改善に努めなければならない（第2条2項）。
- 労働者の健康や生活上の事情により特に配慮を要する労働者に対して、その事情を考慮した労働時間等の設定を行う等の事業主の責務を定めたものであること。具体的には、特に健康の保持に努める必要があると認められる労働者に対して、休暇の付与その他の必要な措置を講じるように努めるほか、子の養育又は家族の介護を行う労働者、単身赴任者、自ら職業に関する教育訓練を受ける労働者その他の特に配慮を必要とする事情を有する労働者に対して、その事情を考慮した労働時間等の設定を行う等、労働時間等設定改善に努めなければならないこととしたものであること（平成18年4月1日基発第0401006号）。

事業主の団体は、その構成員である事業主の雇用する労働者の労働時間等の設定の改善に関し、必要な助言、協力その他の援助を行うように努めなければならない（第2条3項）。
- 事業主団体を構成している事業主にあっては、構成員である事業主が同一歩調で労働時間等設定改善を進めることが効果的であるので、そのような取組が促進されるよう事業主団体の責務を定めたものであること。具体的には、事業主団体の構成員である事業主が労働時間等設定改善を進めやすくするため、方策の検討・実施等に関する事業主間の意見交換の場を設けることのほか、啓発資料の作成・配布、各種情報の提供等の援助を行うよう努めなければならないこととしたものであること（平成18年4月1日基発第0401006号）。

事業主は、他の事業主との取引を行う場合において、著しく短い期限の設定及び発注の内容の頻繁な変更を行わないこと、当該事業主の講ずる労働時間等の設定の改善に関する措置の円滑な実施を阻害することとなる取引条件を付けない等取引上必要な配慮をするように努めなければならない（第2条4項）。
- 個々の事業主が労働時間等設定改善に取り組もうとしても、週末発注週明け納入等の短納期発注や発注内容の頻繁な変更等取引先との関係により、長時間労働を余儀なくされている状況がみられるところであることから、このような状況を改善するため、事業主がこうした取引条件を付すことにより他の事業主の労働時間等設定改善の取組を阻害することがないよう、納期の適正化、発注事務の円滑化、発注内容の明確化等について配慮することを責務としたものであること（平成18年4月1日基発第0401006号）。

## 労働時間等設定改善委員会
事業主は、事業主を代表する者及び当該事業主の雇用する労働者を代表する者を構成員とし、労働時間等の設定の改善を図るための措置その他労働時間等の設定の改善に関する事項を調査審議し、事業主に対し意見を述べることを目的とする全部の事業場を通じて一の又は事業場ごとの委員会を設置する等労働時間等の設定の改善を効果的に実施するために必要な体制の整備に努めなければならない（第6条）。
- 労働時間等設定改善を推進するためには、企業内において労働時間等をめぐる様々な問題について労使が日常的に話し合うとともに、話合いの成果を適切に実施するための体制を整備することが必要であることから、労働時間等設定改善のための施策等に関し労使協議を行う委員会の設置等企業内の労働時間等設定改善実施体制の整備を事業主の努力義務としたものであること（平成18年4月1日基発第0401006号）。

第6条に規定する委員会のうち事業場ごとのものであって次に掲げる要件に適合するもの（労働時間等設定改善委員会）が設置されている場合において、労働時間等設定改善委員会でその委員の5分の4以上の多数による議決により、労働基準法に定める労働時間に関する事項について決議が行われたときは、当該労働時間等設定改善委員会に係る事業場の使用者は当該決議を労使協定に代えることができる（第7条、施行規則第1~3条）。
- 当該委員会の委員の半数については、当該事業場に、労働者の過半数で組織する労働組合がある場合においてはその労働組合、労働者の過半数で組織する労働組合がない場合においては労働者の過半数を代表する者の推薦に基づき指名されていること。「労働者の過半数を代表する者」（過半数代表者）は、次の各号のいずれにも該当する者とする。
  1. 労働基準法第41条2号に規定する監督又は管理の地位にある者でないこと。
  2. 法に規定する推薦をする者を選出することを明らかにして実施される投票、挙手等の方法による手続により選出された者であること。
- 当該委員会の議事について、議事録が作成され、かつ、保存されていること。議事録の作成及び保存については、事業主は、労働時間等設定改善委員会の開催の都度その議事録を作成して、これをその開催の日（当該委員会の決議が行われた会議の議事録にあっては、当該決議に係る書面の完結の日）から起算して3年間保存しなければならない。
- 労働時間等設定改善委員会の委員の任期及び当該委員会の招集、定足数、議事その他当該委員会の運営について必要な事項に関する規程が定められていること。
  - 企業内の労働時間等設定改善に向けての話合いの成果をその企業の労働時間の諸制度に活かしていくことが重要であることから、一定の要件に適合する労働時間等設定改善委員会は、労使協定に代えて、その委員の5分の4以上の多数による議決により、変形労働時間制や時間外及び休日の労働等について決議を行い、実施することができることとしたものであること。また、当該労働時間等設定改善委員会については、厳格な要件を課しており適正な運営が担保されていることから、その決議について所轄労働基準監督署長への届出を免除（ただし、時間外及び休日の労働に係る決議を除く）したものであること（平成18年4月1日基発第0401006号）。

2019年（平成31年）4月の改正法施行により、衛生委員会・安全衛生委員会に労働時間等設定改善委員会の代替をさせることができる旨の規定（第7条2項）は、労働時間等の設定の改善を図るための措置についての調査審議機会をより適切に確保する観点から、廃止された（平成30年9月7日基発0907第12号／雇均発0907第2号）。なお経過措置により、旧法下で定めた決議については、2022年（令和4年）3月31日（2019年（平成31年）3月31日を含む期間を定めているものであって、その期間が2022年（令和4年）3月31日を超えないものについては、その期間の末日）までの間は、なおその効力を有する。

## 労働時間等設定改善実施計画
同一の業種に属する2以上の事業主であって、労働時間等の設定の改善の円滑な実施を図るため、労働時間等設定改善指針に即して、業務の繁閑に応じた営業時間の設定、休業日数の増加その他の労働時間等の設定の改善が見込まれる措置（労働時間等設定改善促進措置）を実施しようとするものは、共同して、実施しようとする労働時間等設定改善促進措置に関する計画（労働時間等設定改善実施計画、以下本節内では単に「計画」と略す）を作成し、これを厚生労働大臣（所轄都道府県労働局長に権限委任。以下同じ）及び当該業種に属する事業を所管する大臣（都道府県知事が事務処理。以下同じ）に提出して、その計画が適当である旨の承認を受けることができる（第8条1項）。
- 日本では厳しい企業間競争の下で各企業の横並び意識が強いこと等により個々の企業が単独では労働時間等設定改善を進めることが困難であるという事情があることから、労働時間等設定改善を進めるためには業種の実情に応じた業界一体の自主的取組を促進するための仕組を整備することが有効であること。このため、同一の業種に属する2以上の事業主が共同して計画を作成し、それを的確に実施することができるような環境整備のために承認制度を設けることとしたものであること。計画の策定主体を「同一の業種に属する2以上の事業主」とした趣旨は、同業他社との横並び意識が労働時間等設定改善の阻害要因となっているという現実を踏まえ、これらの意識が「同一の業種」に属する事業主相互の間に生じやすいことから、これを克服して労働時間等設定改善を推進していこうとするものであること。したがって、「同一の業種」の判断にあたっては、日本標準産業分類の分類にとらわれず、例えば、工業団地、商店街、下請協力会その他の実態として競争関係や横並び意識の生じている事業主の集まりをできるだけ広く弾力的にとらえて差し支えないこと（平成18年4月1日基発第0401006号）。
- 申請書の提出は、厚生労働大臣又は事業所管大臣のいずれか一方に行えば足りる。厚生労働大臣を宛名とする申請書であっても、都道府県労働局を経由して提出して差し支えない（平成18年4月1日基発第0401006号）。

計画には、次に掲げる事項を記載しなければならない（第8条2項）。
1. 労働時間等設定改善促進措置の実施により達成しようとする目標
  - 以下に掲げる目標その他の目標を一つ以上掲げていること（平成18年4月1日基発第0401006号）。
    - 労働時間の短縮（この場合には、さらに、総実労働時間の短縮、所定労働時間の短縮、所定外労働時間の削減、完全週休二日制の採用等休日の増加、年次有給休暇付与日数・取得日数の増加等細目の目標を一つ以上付していること）
    - 健康上特に配慮を要する労働者について、労働者の健康回復のために必要な時間の確保
    - 育児のための生活時間の確保
    - 介護のための生活時間の確保
    - 単身赴任者が家族と接する時間の確保
    - 自発的な職業能力開発を図るための時間の確保
    - 地域活動等を行うための時間の確保
2. 労働時間等設定改善促進措置を実施する事業場
3. 労働時間等設定改善促進措置の内容及びその実施時期
  - 以下の各項目中に掲げられた内容その他の内容の一つ以上を定めていること。この場合には、その実施時期も定めていること（平成18年4月1日基発第0401006号）。
    - 労働時間の短縮を目標に掲げる場合 - 営業時間の設定、営業日数の短縮、営業時間の短縮、休日又は営業日の設定、変形労働時間制の採用、交替制の設定、ノー残業デーの設定、年次有給休暇の計画的付与制度の採用、取引先に対する発注方法等に関する要請
    - 健康上特に配慮を要する労働者について、労働者の健康回復のために必要な時間の確保を目標に掲げる場合 - 病気休暇から復帰する労働者についての短時間勤務の導入、所定外労働が多い労働者についての代休やまとまった休暇の付与
    - 育児のための生活時間の確保を目標に掲げる場合 - 育児休業制度の充実、子の看護のための休暇制度の充実、時間外労働の制限制度の充実、勤務時間短縮等の措置の充実、子どもの出生時における父親の休暇取得制度の整備
    - 介護のための生活時間の確保を目標に掲げる場合 - 介護休業制度の充実、時間外労働の制限制度の充実、勤務時間短縮等の措置の充実
    - 単身赴任者が家族と接する時間の確保を目標に掲げる場合 - 休日の前日の終業時刻の繰り上げ、休日の翌日の始業時刻の繰り下げ、休日前後の年次有給休暇の半日単位の付与、家族の誕生日についての休暇の付与
    - 自発的な職業能力開発を図るための時間の確保を目標に掲げる場合 - 有給教育訓練休暇の付与、長期教育訓練休暇の付与、始業・終業時刻の変更、時間外労働の制限制度の充実
    - 地域活動等を行うための時間の確保を目標に掲げる場合 - 特別な休暇の付与、年次有給休暇の半日単位の付与
4. その他省令で定める事項

厚生労働大臣及び当該業種に属する事業を所管する大臣は、計画の承認の申請があった場合において、その計画が次に掲げる基準に適合するものであると認めるときは、その承認をするものとする（第8条3項）。厚生労働大臣は、この承認をしようとするときは、あらかじめ、労働政策審議会（都道府県労働局長に権限委任により、実際は地方労働審議会）の意見を聴くものとし（第8条4項）、厚生労働大臣は、この承認をするに当たっては、1.に規定する労働者の意見を聴くように努めるものとする（第8条5項）。承認を受けた者（承認事業主）は、当該承認に係る計画を変更しようとするときは、厚生労働大臣及び当該業種に属する事業を所管する大臣の承認を受けなければならない（第9条1項）。厚生労働大臣及び当該業種に属する事業を所管する大臣は、承認・変更をした計画が基準に適合するものでなくなったと認めるときは、承認事業主に対して、当該承認計画の変更を指示し、又はその承認を取り消さなければならない（第9条2項）。
1. 目標が事業場の労働者の労働時間等に関する実情に照らして適切なものであること。
2. 内容及びその実施時期が目標を確実に達成するために必要かつ適切なものであること。
3. 一般消費者及び関連事業主の利益を不当に害するおそれがあるものでないこと。
4. 当該計画の実施に参加し、又はその実施から脱退することを不当に制限するものでないこと。

厚生労働大臣及び当該業種に属する事業を所管する大臣は、計画の承認をしようとする場合において、必要があると認めるときは、当該承認に係る申請書の写しを公正取引委員会（計画に記載された事業場のすべてが一の地方事務所の管轄地域内にある場合には、当該区域を管轄する地方事務所長）に送付するとともに、公正取引委員会に対し、当該計画に定める労働時間等設定改善促進措置に係る競争の状況に関する事項、当該労働時間等設定改善促進措置の実施が当該競争に及ぼす影響に関する事項その他の必要な事項について意見を述べるものとする（第10条1項）。公正取引委員会は、必要があると認めるときは、厚生労働大臣及び当該業種に属する事業を所管する大臣に対し、この規定による送付に係る計画について意見を述べるものとする（第10条2項）。公正取引委員会は、1項の規定による送付に係る計画であって厚生労働大臣及び当該業種に属する事業を所管する大臣が承認をしたものに定めるところに従ってする行為につき当該承認後私的独占の禁止及び公正取引の確保に関する法律（独占禁止法）の規定に違反する事実があると思料するときは、その旨を厚生労働大臣及び当該業種に属する事業を所管する大臣に通知するものとする（第10条3項）。厚生労働大臣及び当該業種に属する事業を所管する大臣は、3項の規定による通知を受けたときは、公正取引委員会に対し、当該承認後の労働時間等の動向及び経済的事情の変化に即して1項に規定する事項について意見を述べることができる（第10条4項）。
- 「必要があると認めるとき」とは、独占禁止法上の問題が生ずる可能性がある場合をいうこと。ただし、申請事業主から要請があった場合は「必要があると認めるとき」に該当するものとして扱うこと。公正取引委員会から、労働時間等設定改善促進措置が独占禁止法上の問題があると思料される旨の意見の陳述があった場合には、公正取引委員会と意見の調整を行いつつ、必要に応じ当該意見を踏まえて、独占禁止法上の問題を解消するよう申請事業主に対し助言指導を行うこと。その結果、申請事業主がその助言指導に応じ、実施計画が独占禁止法上の問題が解消された場合に限り承認を行うことができること。それ以外の場合については、申請事業主に対し承認しない旨の通知を行うこと（平成18年4月1日基発第0401006号）。
- 計画承認後に公正取引委員会より、独占禁止法に違反する事実があると思料する旨の通知があった場合、厚生労働大臣及び事業所管大臣は、労働時間等の動向及び経済的事情の変化に即して意見を述べることができること。したがって、公正取引委員会から通知があった場合には、都道府県労働局長は、承認事業主の事業場の労働時間等の動向及び経済的事情の変化（需要の変化及び今後の動向、市場占有率の変化）等に関して承認事業主から報告を徴収し、これに基づき意見を述べるものとする。この場合、都道府県労働局長は、承認事業主に対し必要に応じ承認要件に適合するよう助言指導を行うこと。承認要件に適合しないことが明らかとなった場合には、承認を取り消し、その旨を承認事業主及び公正取引委員会に通知すること（平成18年4月1日基発第0401006号）。

厚生労働大臣及び当該業種に属する事業を所管する大臣は、計画の的確な実施を確保するため、承認事業主に対し、必要な情報及び資料の提供、計画の実施に関する助言を行う者の派遣その他必要な援助を行うように努めるものとする（第11条1項）。厚生労働大臣及び当該業種に属する事業を所管する大臣は、承認事業主による計画に定める労働時間等設定改善促進措置の円滑な実施を図るため特に必要があると認めるときは、当該承認事業主と取引関係がある事業主又はその団体に対し、労働時間等の設定の改善を促進するために必要な協力を要請することができる（第11条2項）。厚生労働大臣及び当該業種に属する事業を所管する大臣は、承認事業主に対し、計画の実施状況について報告を求めることができる（第12条1項）。
- 具体的には、計画の円滑な実施を阻害している取引上の問題（例えば、短納期発注、発注方法の頻繁な変更等）があると認められる場合であって、特に必要があると認められる場合に、協力の要請を行うものとすること。特に、労働時間等設定改善促進措置に取引関係に関する措置が含まれている場合（例えば、親企業に納期の適正化を要請すること）であって、取引先事業主の協力が得られないために当該措置の実施の効果があがっていない場合又は当該措置の実施が阻まれているような場合には、適切な協力の要請を行うよう留意すること。要請の内容は、計画の内容の理解に主眼を置き、強制にわたることのないよう留意すること（平成18年4月1日基発第0401006号）。
- 計画承認後に公正取引委員会から問題がある旨の意見を受理した場合又は計画が適正に実施されていない疑いが生じた場合等には、承認事業主に対し実施計画の実施状況について報告を求めること。承認事業主は、実施計画の実施が完了した場合には「承認実施計画実施結果報告書」（様式第7号）を承認者あて提出すること（平成18年4月1日基発第0401006号）。

## 適用除外
この法律は、国家公務員及び地方公務員並びに船員法の適用を受ける船員については、適用しない（第3条の2）。